# Blixthjul
Blixthjul är en äldre form av strömbrytare, huvudsakligen använd i induktionsapparater för att åstadkomma tätt på varandra följande avbrott av den primära strömmen.
Blixthjul utgörs av en i kanten tandad kopparskiva, där mellanrummen är utfyllda av en isolerande massa. Strömmen sluts genom det roterande hjulet, och varje gång en mot periferin anlagd släpkontakt berör en tand sluts kretsen och bryts då de isolerande mellanrummen passeras.